# Chambon-le-Château
Chambon-le-Château (okcitán nyelven Lo Chambon del Chastèl) korábbi község Franciaország déli részén, Lozère megyében. 2011-ben 292 lakosa volt.
2019. január 1-jén Saint-Symphorien korábbi községgel egyesült és az így létrejött Bel-Air-Val-d’Ance új község része lett.

## Fekvése
Chambon-le-Château a Margeride-hegység keleti oldalán fekszik, Grandrieu-től 10 km-re északra, 990 méteres (a községterület 891-1153 méteres) tengerszint feletti magasságban, az Ance patak partján; Lozère és Haute-Loire megyék határán. A községterület 28%-át (227 hektár) erdő borítja.
Északról Croisances, keletről Saint-Vénérand és Saint-Christophe-d’Allier, délről és nyugatról pedig Saint-Symphorien községekkel határos. A D59-es megyei út köti össze Ancette-en keresztül Grandrieu-vel.

## Története
A 13. században az Ance-völgy fölé várat építettek, melyet a 17. században Richelieu bíboros leromboltatott (utolsó romjait a 19. században hordták szét). A 18. században épült kastélyát 1789-ben felgyújtották, de később helyreállították. A község 1836-ban vált önállóvá, korábban Saint-Symphorienhez tartozott. 1896-ban hivatalos neve Chambonról Chambon-le-Château-ra változott.

### Demográfia
| Év   | Lakosság |
| ---- | -------- |
| 1836 | 415      |
| 1851 | 497      |
| 1876 | 687      |
| 1901 | 762      |
| 1936 | 576      |

| Év   | Lakosság |
| ---- | -------- |
| 1946 | 564      |
| 1954 | 409      |
| 1962 | 417      |
| 1968 | 500      |

| Év   | Lakosság |
| ---- | -------- |
| 1975 | 398      |
| 1982 | 361      |
| 1990 | 311      |
| 1999 | 260      |
| 2010 | 292      |

## Nevezetességei
- Kastélya 14. századi eredetű.
- A Chirac-kastélyt 1850-ben építtette Christophe Chirac, a község akkori polgármestere.
- Temploma 1867-1873 között épült (részben a középkori vár köveiből).
- A főtéren álló kúriát 1583-ban építette a Gaude-család.
- Az egykori fonoda épülete 1900 körül épült.[5]
- Az első világháború áldozatainak emlékműve 1923-ban épült.[6]
- A falu fölé magasodó iskolaépület 1874-től egyházi iskola volt, majd 1962 után nevelőintézet.
- Két jellegzetes, gránitból épült kőkút is található a faluban.

## Híres emberek
- Auguste Chirac (1806-1884) generális, a belga függetlenségi harcok résztvevője itt született.

## Kapcsolódó szócikk
- Lozère megye községei